# Базош
Базо́ш (фр. Basoche или confrèrie de la Bazoche) — корпорация французских прокурорских клерков, возникшая в Париже в начале XIV века и получившая своё название по месту службы — зданию парламента, долгое время бывшим королевским дворцом (basilica, отсюда «базош»).
Клерками базо́ш назывались чиновники судов, — в отличие от советников парламента или королевского суда (gens de la Cour).
В 1303 году Филипп Красивый дал корпорации базош привилегию театральных представлений духовного содержания (moralites), которые позже сменились фарсами (farces) и соти (sotties), и положили начало литературной французской комедии. Самый знаменитый фарс из судебного быта — «Maitre Pathelin» (1480).
Базош просуществовала до революции.

## Корпорация — королевство
Корпорация эта называла себя «королевством Базо́ш» (le royaume de la Basoche), и глава её титуловался «королём»: странный обычай присваивать себе королевский титул существовал, как известно, во многих корпорациях средних веков. Кроме короля корпорация базошей имела своих должностных лиц: канцлера, рекетмейстеров, докладчиков прокуроров, казначеев, секретарей, нотариусов и священников (всё, как во французском королевстве).
При короле Генрихе III титул короля, присвоенный старшине корпорации, был уничтожен и во главе её поставлен канцлер. Но и после этого корпорация сохранила присвоенный ей герб, изображавший три золотые чернильницы на голубом поле, не перестала именоваться «королевством» и употреблять в своих актах все формы королевских указов.
Все тяжбы и споры, возникавшие между клерками, разбирались канцлером на особых заседаниях два раза в неделю. Канцлер же ежегодно, в определенный день, производил смотр своим подчиненным, называвшимся «подданными» (sujets) на лугу, названном «лугом клерков» (le Prè aux clercs). Ежегодно 1 мая клерки базоши с особенной церемонией и торжественностью сажали на большом дворе суда дерево, вырытое в королевских лесах.

### Театральные представления
Кроме дел судейских, это общество писцов и студентов-юристов почти с момента своего возникновения стало также заниматься и драматическими представлениями. Представления возникли частью из обычных в средние века маскарадов, устраиваемых студентами в некоторые праздничные дни, отчасти же из полукомических представлений мнимых судебных процессов (causes solennelles, causes grasses). Сначала давались пьесы, имевшие своим содержанием процессы и тяжбы, на что указывает самая замечательная из них, озаглавленная «Адвокат Пателен».
Весьма скоро, однако, эти сценические произведения получили характер сатирико-комический или же аллегорическо-сатирический; в первом случае они называются фарсами, a во втором шалостями (sottises), или моралями (moralitès).
В течение всего XIV века представления базошей давались лишь частным образом, только для своих сочленов. Но основание братством страстей Господних (confrèrie de la passion) театра побудило клерков базоши выступить публично, на что они получили королевскую привилегию. Так как, однако, цель их была едкая сатира и бичевание пороков, причём неминуемо задевались высокопоставленные лица, то вскоре свобода представлений базошей стала ограничиваться полицейскими распоряжениями парламента, из которых самое раннее, до нас дошедшее, относится к 1442 году.
В течение следующих лет ограничительные распоряжения всё усиливались, хотя и обходились на практике, и наконец, в 1476 г. представления базошей были вовсе запрещены. После смерти Людовика XI они снова возобновились и продолжались с некоторыми перерывами до 1582 года. Число членов корпорации базошей было так значительно, что в 1598 году шесть тысяч из них добровольно предложили правительству свои услуги в борьбе с мятежом в Гиенне, за что корпорация получила некоторые привилегии.
Регламентом 1744 года привилегии базошей были сильно ограничены, хотя главные их права, а равно и публичный церемониал майского празднества остались неприкосновенными. Существование этой корпорации в Париже продолжалось до самой революции.